# Samsung Galaxy Beam
Samsung Galaxy Beam i8530 — смартфон с пикопроектором на операционной системы Google Android версии Android 2.3, оснащенный TFT-дисплеем, отображающим до 16 млн цветов, производился компанией Samsung с 2012 года. Телефон имеет экран размером 4 дюйма и разрешением точек. Камера имеет разрешение 5.0 мегапикселей.

## Технические характеристики
Samsung Galaxy Beam оснащен 4-дюймовым дисплеем, выполненном по технологии TFT с разрешением 480 x 800 пикселей, двухъядерным процессором с частотой 1 Ghz ST Ericsson U8500 вместе с графическим чипом Mali (GPU) — 400MP, 1 Гб оперативной памяти, аккумулятором, ёмкостью 2000 мА·ч, 1,3-мегапиксельной фронтальной камерой и 5-мегапиксельной основной камерой, способной записывать видео с разрешением 720p, Wi-Fi, Bluetooth, GPS, а также 8 ГБ встроенной памяти.
- Размеры: вес: 148 x 64,2×12,5 мм
- Сеть: GSM/GPRS/EDGE: 850/900/1800/1900 МГц, HSDPA